# 올라뷔르 토르스

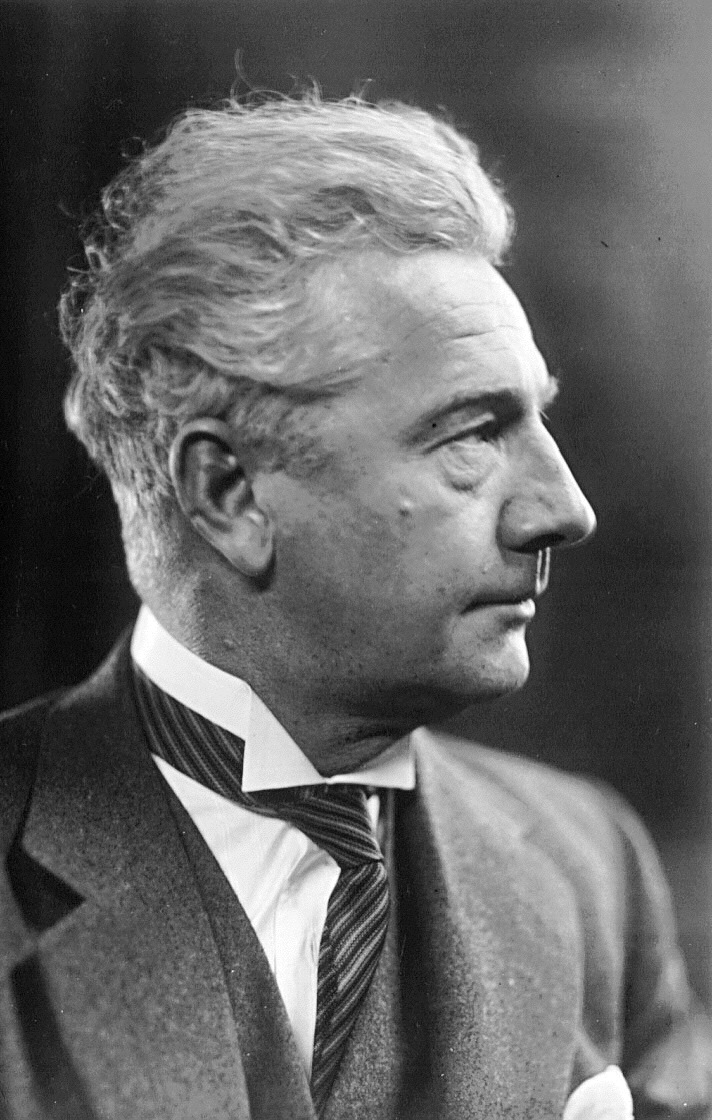
올라퓌르 토르스

올라뷔르 토르스(아이슬란드어: Ólafur Thors, 1892년 1월 19일~1964년 12월 31일)는 아이슬란드의 정치인이다. 독립당의 당수를 지냈으며, 총리를 5회 역임했다. 그는 공화국이 된 아이슬란드의 초대 총리이기도 하다.